# Polución nocturna
La polución nocturna o emisión nocturna (coloquialmente sueño húmedo) es un tipo de eyaculación involuntaria de semen durante el sueño. Las poluciones nocturnas son más comunes durante los últimos años de la adolescencia, aunque se presentan también en el adulto. Pueden estar, o no, acompañadas por sueños eróticos. Algunas personas se despiertan durante o al finalizar la eyaculación, mientras que otros siguen durmiendo y solamente se dan cuenta al despertarse y comprobar que la ropa interior está manchada de semen, o ni siquiera lo notan si es que ésta se ha secado. Con frecuencia no recuerdan ningún tipo de sueño con contenido sexual, salvo los casos en que sus características particulares (sensación de realismo, intensidad) los graban en la mente.
Durante la pubertad, el 13% de las personas de sexo masculino experimentan la primera eyaculación de su vida o espermarquia durante una polución nocturna. Según los estudios de Kinsey, los varones que tienen su primera eyaculación como consecuencia de una polución nocturna presentan la espermarquia por término medio un año después de aquellos que la alcanzan por estimulación física, independientemente de que ésta sea por masturbación o relación sexual.

## Causas
Ocurre cuando el ensueño sugestiona involuntariamente al individuo o cuando este pasa una cantidad considerable de tiempo sin eyacular.[cita requerida]

## Frecuencia
La frecuencia de eyaculaciones involuntarias nocturnas es muy variable y los estímulos sexuales del medio en que habita el individuo pueden ayudar a incrementarla. Muchos hombres las han presentado frecuentemente, sobre todo durante la adolescencia, mientras que otros no la han experimentado jamás. Según los datos estadísticos de que se dispone, el 83 % de los hombres en los Estados Unidos la han presentado en alguna ocasión a lo largo de su vida.
Dentro del grupo de hombres que las experimentan, la frecuencia media en solteros oscila entre 0,36 veces por semana para jóvenes de 15 años, hasta 0,18 veces por semana para los de 40. Los hombres casados presentan una frecuencia de 0,23 emisiones a la semana a los 19 años y tan solo 0,15 a la semana a los 50. Por lo tanto la frecuencia máxima se da en jóvenes de 15 años y la más baja en adultos casados de 50 años. No se dispone de datos a edades más avanzadas; se supone que las emisiones disminuyen progresivamente en frecuencia a medida que avanza la edad.
En los estudios realizados en otras partes del mundo, la frecuencia de eyaculaciones nocturnas puede diferir de las de Estados Unidos. En Indonesia, el 97 % de los hombres las presentan a la edad de 10 años.